# Duivendijke

Wapen van Duivendijke

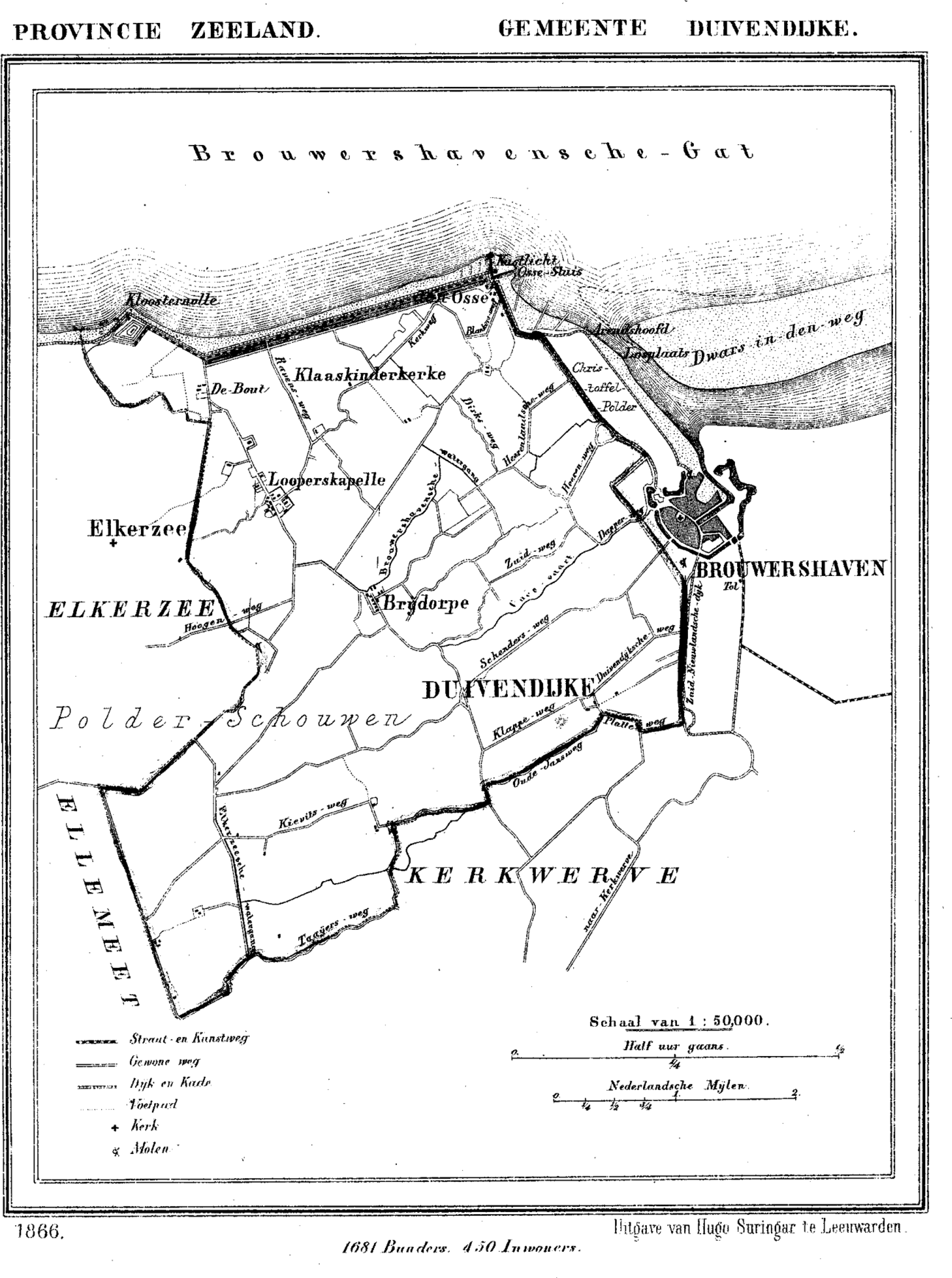
Kaart van Duivendijke (1866)

Duivendijke is een voormalige gemeente en heerlijkheid in Schouwen-Duiveland in de Nederlandse provincie Zeeland.
In 1961 werd de gemeente, die slechts uit de buurtschappen Brijdorpe, Looperskapelle (gemeentehuis) en een deel van Scharendijke bestond, opgeheven ten gunste van de nieuwgevormde gemeente Middenschouwen. Scharendijke groeide als hoofdplaats van de nieuwe gemeente aanzienlijk en ontwikkelde zich tot een lokaal centrum.
Hoewel in het wapen van de gemeente drie duiven waren afgebeeld, heeft de naam niets met vogels te maken. Duivendijke verwijst naar de dijk bij de kreek "Duvenee", waarbij Ee de naam van de kreek is en Duve een persoonsnaam, "Duves kreek" dus.